# Мале Полісся

Мале Полісся як фізико-географічна область Українського Полісся.

Мале́ Полі́сся — край, природна область в Україні. Розташована на півночі Львівської та півдні й південному заході Рівненської областей, а також (частково) на півночі Тернопільської і Хмельницької областей.

## Межі
Мале Полісся на півночі межує з лісостеповою Волинською височиною (у тому числі з Сокальським пасмом, Повчанською височиною і Мізоцьким кряжем, на півдні та південному сході — з лісостеповою Подільською височиною (Львівське плато, Львівське Опілля, Гологори, Вороняки, Кременецькі гори), на південному заході — з Розточчям. Відділене від «Великого» Полісся Волинською височиною, воно є своєрідною природною областю, яка простягається від Рави-Руської на заході до Житомирського Полісся на сході, де з'єднується з ним у районі міст Славути і Шепетівки. Довжина Малого Полісся — понад 300 км, а середня ширина 20—25 км, найвужча частина розташована на південний захід від м. Острог. Північна межа області проходить поблизу населених пунктів (із заходу на схід): Белз — Шептицький — Берестечко — Козин — Верба — Буща — Острог — Крупець (Хмельницької обл.) — Бачманівка.

## Географічний опис
Мале Полісся складається з Надбужанської котловини (в тому числі Грядового Побужжя), Бродівської (Крем'янецько-Дубнівської) рівнини та Острозької долини, добре виражене орографічно як зниження. Гологоро-Кременецьке пасмо з півдня обривається крутим уступом висотою 150—180 м. Волинська височина — уступом 40—60 м.
Належить до окремої фізико-географічної області Західноукраїнської лісостепової провінції, але деякі дослідники відносять її до Поліської провінції (зони змішаних лісів).
У Львівській області Мале Полісся має трикутну форму з розширенням на заході до 60—70 км і звуженням за її межами на сході до 5—6 км. Являє собою плоскохвилясту низовину. Поверхня слабо розчленована. Трапляються еолові форми рельєфу. Найпоширеніші гірські породи, що виходять на поверхню, — верхньо-крейдові мергелі й антропогенні дрібнозернисті піски. Є значні поклади торфу. В ландшафтній структурі Малого Полісся панують природно-територіальні комплекси поліського типу. В окремих місцях поширені лісостепові ландшафти. Походження Малого Полісся пов'язане з палеогеографічними умовами антропогену. Велике значення у формуванні рельєфу й антропогенних відкладів мала діяльність текучих вод та водно-льодовикових потоків, розмиваючу роль яких підсилили неотектонічні рухи. Поширені переважно піски і супіски з галькою з кристалічних порід, яка, очевидно, зносилася з Українського кристалічного щита. Під антропогеном залягають крейдові відклади, які в окремих місцях знаходяться близько до поверхні, або відслонюються. Мале Полісся відрізняється від «Великого» також деякими кліматичними показниками. Середні температури січня тут вищі й дорівнюють у Раві-Руській -4,1 °С, Лопатині — -4,2, Бродах — -4,3 °С. Тут випадає більше опадів, особливо на південній межі, біля підніжжя Подільської височини. У Бродах їх середньорічна кількість сягає 742 мм, Раві-Руській — 720 мм.

## Клімат, гідрологія
Через велике заліснення і заболоченість район характерний найбільшою, наприклад на Тернопільщині, кількістю опадів.
Через Мале Полісся протікають річки: Західний Буг (з численними лівими притоками), Стир, Іква, Горинь, Іловиця, Случ та інші. Цікаво, що витоки всіх цих річок розташовані близько один від одного у Вороняках, потім річки розбігаються, але води всіх, за винятком Західного Бугу, який впадає у Віслу, потрапляють у Прип'ять.

## Природа

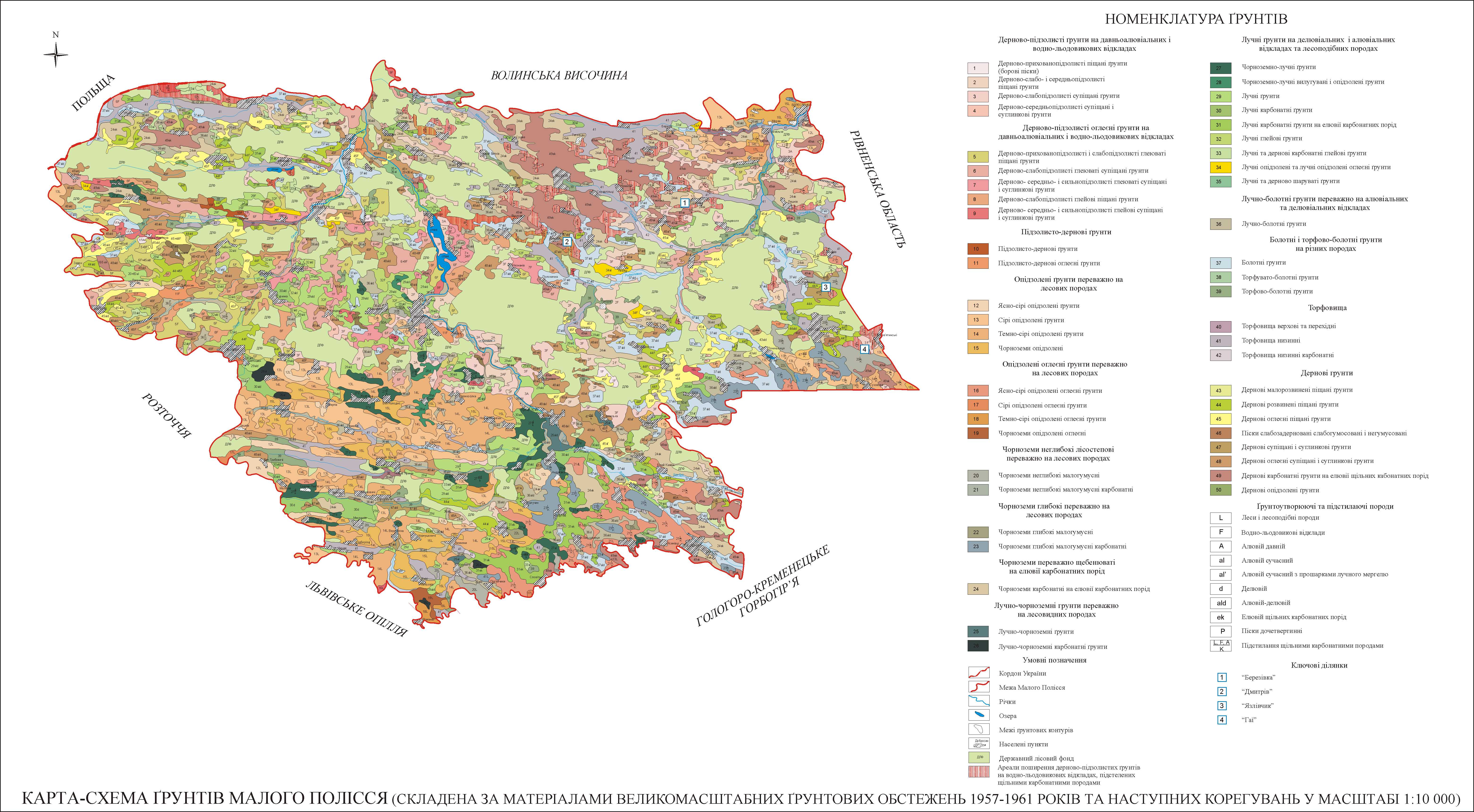
Карта ґрунтів Малого Полісся (в межах Львівської області) (автор к.г.н., доц. Салюк М. Р.)

Донедавна на картах фізико-географічного районування України лісостепова зона позначалася смугою через усю територію України аж до її західних кордонів. Однак нині Західноукраїнський фізико-географічний край (провінція), в якому сучасні ландшафти загалом подібні до лісостепових, відносять до широколистолісової зони (в цьому питанні плутанина — інші джерела відносять його до зони мішаних лісів, ще інші до лісостепової зони). Встановлено, що ця територія є крайнім східним поширенням типових для Західної і Центральної Європи широколистих (дубово-букових) лісів. До активного сільськогосподарського освоєння вони вкривали до 90 % території краю. Панівні в минулому широколисті ліси нині займають менше 15 % площі краю. Переважаючими листяними породами є дуб і бук (на заході), дуб і граб (на сході). Поширені також ясен, клен, липа, зрідка трапляються штучно насаджені сосна і ялина. Степова рослинність збереглася невеликими ділянками на схилах горбів чи в балках. В області Малого Полісся значну частину займають ліси (основні породи: береза, граб, дуб, осика, сосна), дуже поширені луки, поширені піщані рівнини, вкриті сосновими лісами, останцеві горби; в долинах річок — болота. Лісові масиви сягають десятків тисяч гектарів. У лісах живуть: сарна, єнот, вепр, вовк, лисиця, куниця, заєць, вивірка, їжак, борсук. Зрідка трапляється рись. На зорі незалежності України був період, коли по лісах бродили зубри та лосі. Уздовж річок будують свої хатини бобри, чисельність яких в останні роки різко збільшилась, є видри, ондатри, болотяні черепахи, з плазунів — вужі і рідше гадюки. Багато птахів — тетеруки, глухарі, журавлі, лелеки, чаплі, качки. Був своєрідний спалах чисельності лебедів, але їхнє число зменшується через браконьєрство. Є кілька природоохоронних територій, зокрема на східній окраїні природної області на півночі Хмельниччини в 2013 році створений національний природний парк «Мале Полісся».
На решті території внаслідок антропогенного впливу в другій половині 20-го століття природні ландшафти Малого Полісся значно змінилися. Після встановлення радянської влади всі ліси, луги і болота, які були як в приватній, так і громадській власності, були одержавлені. Піщані рівнини з «лисими» горбами силами лісівників, колгоспів і шкіл були засаджені сосною.
Меліоратори спрямили русла річок і переорали луги і болота, на них кілька років сіяли сільгоспкультури, а потім стали використовувати для сінокосіння. Внаслідок цього тисячолітні екосистеми були знищені. Після розпаду колгоспів і зменшення поголів'я ВРХ у приватних господарствах потреба в сінокосах падає і вони заростають верболозами, березою і вільхою.
У державних лісах після суцільних рубок висаджують сосну і рідше ялину (для новорічних свят). Загущені посадки сосни в процесі росту глушать і знищують під собою всі рослини, в тому числі і рідкісні. Дуб, береза (в радянські часи щовесни здійснювалась заготівля березового соку) чи інші листяні дерева висаджувалися порівняно з сосною в мізерній кількості. Всі листяні дерева в лісах є результатом самосіву. Наслідком такої господарської діяльності є те, що широколистяні ліси Малого Полісся (як і у всій Європі) є щезаючою екосистемою.